# Hetepes-Sekhous
Dans la mythologie égyptienne, Hetepes-Sekhous est une déesse cobra de l’au-delà. Elle est la protectrice d’Osiris contre ses ennemis. Son pouvoir vient de sa nature d'« Œil de Rê » grâce à laquelle elle brûlait ses ennemis. Elle est équivalente à Oupset.